# Za Jedyną Ukrainę
Za Jedyną Ukrainę! lub Za Zjednoczoną Ukrainę (ukr. За єдину Україну!, ZaJedU) – koalicja ukraińskich partii politycznych, powołana pod koniec 2001 z inicjatywy m.in. Łeonida Kuczmy, biorąca udział w wyborach parlamentarnych w 2002.
Blok utworzyło pięć ugrupowań:
- Agrarna Partia Ukrainy, reprezentująca lobby agrarne (lider: gubernator obwodu lwowskiego Mychajło Hładij);
- Partia Regionów, reprezentująca klan doniecki (lider: wicepremier Wołodymyr Semynożenko);
- Trudowa Ukrajina, reprezentująca część klanu dniepropietrowskiego i rodzinę prezydenta (lider: poseł Serhij Tihipko i zięć prezydenta Wiktor Pinczuk);
- Partia Przemysłowców i Przedsiębiorców Ukrainy, reprezentująca Ukraiński Związek Przemysłowców i Przedsiębiorców (lider: premier Anatolij Kinach);
- Partia Ludowo-Demokratyczna, była partia władzy, reprezentująca lobby urzędnicze (lider: minister transportu, były premier Wałerij Pustowojtenko).

Na czele listy wyborczej stanął szef administracji prezydenckiej Wołodymyr Łytwyn.
W wyborach blok zajął trzecie miejsce, uzyskując 11,77% głosów, co dało tylko 35 (na 225) mandatów z listy krajowej. Łącznie z mandatami z okręgów wyborczych z ramienia ZaJedU dostało się 102 deputowanych. Ostatecznie do frakcji związanej z tym komitetem zapisało się blisko 190 posłów, w tym kilkanaście osób z Bloku Nasza Ukraina i Bloku Julii Tymoszenko.
Po kilku miesiącach rozbieżność interesów pomiędzy poszczególnymi grupami doprowadziła do rozpadu frakcji na kilka klubów poselskich i faktycznego końca koalicji.
Skrót ZaJedU był żartobliwie odczytywany jako „Za JedU”, co można dosłownie przetłumaczyć jako „O Żarcie”.